# 凱爾·路易士
凱爾·亞歷山大·路易士（英語：Kyle Alexander Lewis，1995年7月13日—），為美國職棒大聯盟的外野手，目前為自由球員，先前曾效力於水手與響尾蛇兩隊。他於2019年9月升上大聯盟，隔年拿下美聯新人王。

## 職業生涯

### 西雅圖水手

#### 2019年
路易士在9月10日升上大聯盟。他在初登板便從崔佛·鮑爾手中開轟。後來他成為繼崔佛·史托瑞後第一位大聯盟生涯前3場比賽都開轟的選手。最後他在這年的打擊率為2成62，並敲出6轟與13分打點。

#### 2020年
這年路易士的打擊率為2成62，並敲出11轟與28分打點。他也成為隊史繼2001年的鈴木一朗後，拿下美聯新人王的球員。

## 外部連結
- 球員資訊和成績在MLB，ESPN，Baseball-Reference，Fangraphs（英文）